# Konkurs
Konkurs är ett juridiskt begrepp för det förfarande då en persons samtliga tillgångar tas om hand för att under ordnade former fördelas mellan personens borgenärer. Förfarandet kan tillämpas på såväl juridiska som fysiska personer och förutsätter i allmänhet att personen är insolvent, det vill säga inte kan betala sina förfallna skulder.
I Sverige finns inte något lagstadgat konkursförfarande för stat eller kommuner och dessa kan således inte försättas i konkurs. Det finns inte heller något indrivningsförfarande gentemot kommuner även om det diskuterats i äldre doktrin. Istället har kommuners skulder fått skrivas ned eller avskrivas.

## Etymologi
Det latinska ordet concurro är sammansatt av curro som betyder springa och con som här betyder tillsammans med. Underförstått är att alla borgenärer springer tillsammans för att få betalt för sina fordringar.
Bankrutt har sitt ursprung i äldre italienska banco rotto som betyder bruten (sönderslagen) bänk, där bänk syftar på det (växel)bord som bankirerna satt vid i Lombardiet där det moderna bankväsendet anses ha sitt ursprung. I anglosaxisk rätt betecknar bankruptcy en fysisk persons konkurs.

## Historik
I det antika Grekland förekom inget konkursförfarande utan gäldenären tycks istället ha hållits i någon form av slaveri, liksom det kunde ske i Romarriket.
Enligt 15 kap Femte Moseboken skulle en gäldenärs skulder skrivas av vart sjunde år. 
I England tycks den äldsta lagstiftningen om konkurser ha beslutats under Henrik VIII i mitten av 1500-talet. Kanslern gavs makt att ta hand om gäldenärens tillgångar och fördela dem mellan fordringsägarna.

## Konkursförfarande i olika länder

### EU
Rådet antog 2002 Insolvensförordningen som samordnar konkurser med internationella inslag. Avsikten är att en konkurs ska handläggas genom ett huvudinsolvensförfarande handlagt från en konkursdomstol i en stat.

### Australien
Konkurser i Australien regleras av Bankruptcy Act 1966. Endast fysiska personer kan gå i konkurs. Juridiska personer ska antingen träda i likvidation eller ställas under administration. Alla konkurser ska registreras hos Insolvency and Trustee Service Australia (ITSA)

### Brasilien
I Brasilien handläggs konkurser enligt LEI N0 11.101 från den 9 februari 2005. Lagen gäller privatpersoner och privata företag men inte offentliga företag eller finansinstitut eller försäkringsbolag och liknande. Obeståndet kan handläggas som en omedelbar konkurs då en förvaltare utses eller som en administration som syftar till rekonstruktion då en administrator utses.

#### Konkurs
Kontrollen av fordringarna i konkursen ska utföras av förvaltaren och ska baseras på böcker och affärshandlingar. Utdelning ska ske efter regler om förmånsrätt.
Arvodet till förvaltaren ska fastställas av domstolen och får inte överstiga 5 % av konkursfordringarnas belopp eller influtna medel efter försäljning av tillgångarna.

#### Rekonstruktion
Vid rekonstruktion ska en plan för rekonstruktionen framläggas. Skulderna enligt planen ska betalas senast inom ett år. Löner ska dock betalas inom  30 dagar.

### Danmark
I Danmark har dess konkurslag genomgått stora förändringar under 2011 särskilt avseende rekonstruktion. Konkurslagen gäller inte på Grönland och Färöarna.
Fristdag är i allmänhet den dag då konkursdomstolen (skifteretten) tog emot ansökan. Rätt domstol är rätten på den ort där rörelse bedrivits.

#### Rekonstruktion
Rekonstruktion ska genomföras antingen som ett (tvångs-)ackord eller som en överlåtelse av rörelsen. Ett tvångsackord går antingen ut på procentuell nedsättning av borgenärernas fordringar eller moratorium.
Oavsett metod ska alla oprioriterade fordringsägare behandlas lika.
Skifteretten ska utse en eller flera rekonstruktörer.
Rekonstruktören ska inom sex månader upprätta ett rekonstruktionsförslag som ska föreläggas på ett borgenärsmöte. Förslaget ska anses antaget om inte fordringsägare med minst 25 % av sammanlagda fordringarna röstat nej.
Rekonstruktionsförslaget ska fastställas av skifteretten.
Förkastas förslaget eller fastställer skifteretten det så upphör rekonstruktionen.

#### Ytterligare information
Kommentar till dansk konkurslagstiftning kan man läsa här,

#### Konkurs
Om en gäldenär är på obestånd kan han försättas i konkurs av en konkursdomstol (skifterett). Om gäldenären är under rekonstruktionsbehandling ska ansökan om konkurs vilandeförklaras.
Gäldenärem får inte flytta utan att underrätta skifteretten som även kan förbjuda honom att flytta och även spärra hans post.
Förmånsrätt har en mängd skatter och avgifter till staten som till exempel avgift på alkohol och mineralvatten.
Skifteretten ska utse en eller flera konkursförvaltare (kurator). Kuratorn ska hålla fordringsägarna informerade och upprätta en översikt över tillgångar och skulder.
Efterställda fordringar är räntor och böter.
Övriga fordringar har lika rätt inbördes.
När alla tillgångar sålts och utdelning skett ska kuratorn avge slutredovisning.

#### Skuldsanering
Konkursdomstolen (skifteretten) kan på begäran besluta om skuldsanering. Skuldsaneringens syfte är att se till att skulder bortfaller eller nedsätts. En bouppteckning ska upprättas. Gäldenären ska framlägga ett förslag som ska godkännas eller förkastas av skifteretten.

##### Kommentar
Kommentar till skuldsanering kan man läsa här.

#### Digital kommunikation
Kraven på skriftlighet kan ersättas av digital kommunikation om den bekräftas av digital signatur.

#### Insolvensförordningen
Danmark har anmält undantag och Insolvensförordningen tillämpas inte i Danmark.
Däremot gäller i Sverige lagen (1934:67) med bestämmelser om konkurs, som omfattar egendom i Danmark, Finland, Island eller Norge. Motsvarande regler gäller då konkurs i Danmark.

### Frankrike
I Frankrike är grunden för konkurs att en gäldenär inte kan betala sina förfallna skulder i tid. Utåt kan det visas bland annat genom att betalningarna ställs in.
För juridiska personer och småföretagare av typ handlare och lantbrukare gäller det att i första hand söka få en överenskommelse med fordringsägarna. Detta är vad som kan jämställas med en rekonstruktion efter ackord. Lyckas inte detta så återstår ett konkursförfarande.

#### Ackord
Ackord inleds med att en handelsdomstol (tribunal de Commerce) granskar gäldenärens ställning. Domstolen beslutar sedan om en tid för observation under vilken tid en administratör (administrateur judiciaire) utvärderar ekonomiska och sociala förutsättningar. Under tiden kan försäljning av tillgångar ske och skulder betalas i prioritetsordning efter förmånsrätt.

#### Likvidation
Kan inte ett ackord genomföras utses en likvidator vars uppdrag är att sälja av tillgångarna och betala skulderna i prioritetsordning enligt Code de Commerce, Kapitel VI.

### Indien
Indien tycks helt sakna modern lagstiftning om konkurser.
Två lagar, Precidency Towns Insolvency Act som antogs 1909 och som endast gäller städerna Kalkutta, Madras och Mumbai samt den 1920 antagna Provincial Insolvency Act som avser övriga Indien.
En följd av detta är att det saknas klara regler och att fordringsägarna framför allt klagar på långa handläggningstider.
Den indiska regeringen har skapat ett organ, kallat BIFR, dit företag på obestånd (sick companies) kan vända sig.
Regeringen har också skapat 33 Debt Recovery Tribunal (DTR) som är en form av konkursdomstolar som kan utse konkursförvaltare. Det finns också fem appellationsdomstolar dit överklaganden kan ske. De DTR som finns är ojämnt fördelade. Vissa städer har mer än en medan andra saknar konkursdomstol.

### Irland
Konkurs i Irland tillämpas enbart för privatpersoner.
Konkurslagen från 1988 är under ändring senast genom Civil Law (Miscellaneous Provisions) Act 2011.

Konkursen ska administreras av en "god man" (Official Assignee) som väljs av fordringsägarna. 
En gäldenär ska ha rätt till beneficium.
En gäldenär som försöker lämna Irland kan häktas. En gäldenär som vägrar avlägga ed kan sättas i fängelse. Vid rekonstruktion ska betalning ske kontant inom en månad.
En konkurs ska avslutas om alla tillgångar försålts och fordringsägarna erhållit minst 50 % utdelning.

### Italien

#### Bakgrund
Konkurser i Italien var segdragna och kunde hålla på upp till sju år. Oftast drog de stora konkurskostnader vilket medförde låg utdelning till fordringar med förmånsrätt och ofta ingen utdelning till oprioriterade.
I efterdyningarna av Parmalatkrisen i december 2003 som satte politisk press på parlamentet reformerades den gamla konkurslagen från 1942, Legge Fallimantare. (Att Parmalatkrisen fick inverkan på internationella förhållanden kan man ta del av i Insolvensförordningen).
Samtidigt genomfördes en reform av Italiens bolagslag.

#### Den moderniserade lagstiftningen
Endast bolag som driver rörelse kan försättas i konkurs.
Konkurs beslutas av en konkursdomstol antingen på sökandens egen ansökan eller efter ansökan av en fordringsägare. Domstolen ska pröva om företaget är på obestånd och om så är fallet ska dels en domare (giudice delegato) utses dels en konkursförvaltare förordnas.
Gäldenärens pass dras in och han förbjuds att korrespondera om sin rörelse.
Konkursen registreras i ett officiellt register (Publico Registro dei Fallati).
Konkursförvaltaren tar hand om all egendom och gäldenären får endast behålla sitt beneficium. Vissa fordringar har förmånsrätt såsom konkurskostnader, löner och uppsägningslöner, krav från oberoende leverantörer som under de närmaste 12 månaderna före konkursen utfört tjänster, kommissionersättning under de närmaste 12 månaderna och för skälig uppsägningstid, fastighetsskatter, krav från jordbrukare, . inkomstskatter och lokalal skatter.
Sedan konkursförvaltaren reliserat alla tillgångar fastställer konkursdomstolen en utdelningsplan.
Gäldenären har rätt att erbjuda högre eller tidigare utdelning. Detta kan accepteras på ett borgenärsmöte.

### Kina
I Kina tillämpas Företagskonkurslagen antagen 27 augusti 2006. Den trädde i kraft 1 juni 2007. Lagen behandlar kinesiska företag men även utländska företag med tillgångar i Kina och kan inte tillämpas på privatpersoner.
Lagen anger att en administrator ska utses. Denne ska hjälpa fordringsägarna och se till att konkursen sköts smidigt.
Förmånsrätt gäller för arbetstagares löner, skatter och allmänna fordringar.
En domstol ska utse en administrator. Fordringsägarna tycks dock i likhet med i Sverige - inte ha något inflytande på valet. Lagen syftar till att en rekonstruktion ska kunna uppnås.
Den 9 september 2011 utfärdade Kinas Högsta domstol sin första tolkning av kriterierna för att försätta ett företag i konkurs.
Om gäldenären uppenbarligen saknar likvida medel att betala sina förfallna skulder ska han försättas i konkurs även om gäldenärens balansräkning visar att tillgångarnas värde överstiger skulderna.
Detta är helt i överensstämmelse med västeuropeiskt synsätt nämligen att det är tillräckligt att gäldenären är insolvent.
Lagen ska inte tillämpas i Hongkong eller Macau.

### Malaysia
I Malaysia grundas reglerna i Bankruptcy Act 1967 på engelsk lag. 
Insolvency department of Malaysia tillhandahåller e-insolvency dvs möjlighet att över internet kontrollera egen och andra företags status.
En konkursdomstol kan i avvaktan på slutligt beslut om konkurs utse en tillfällig förvaltare (Interim receiver). Även en General manager kan utses; märkligt nog kan konkursgäldenären komma ifråga. Ett borgenärsmöte ska hållas så snart som möjligt.
Den som är försatt i konkurs får inte vara 
- Domare
- Rådgivare (Councillor) till en kommun

Gäldenären ska var sjätte månad lämna redogörelse för sina tillgångar och betala in vad han har utom vad som gått åt för hans beneficium.
Han ska genast rapporterma om han bytt adress och han får inte lämna Malaysia utan tillstånd. Han får inte heller starta ny rörelse. Gäldenären är skyldig att infinna sig på borgenärsmöte och lämna all information om sina tillgångar och skulder. Vägrar han detta ska han dömas för domstolsförakt (contempt of court). Om han misstänks för att undanhålla tillgångar eller försöker gömma sig kan domstolen anmoda en polis att anhålla och arrestera honom.
Förmånsrätt föreligger för lokal fastighetsskatt, viss inkomstskatt, alla lönekostnader dock inte mer än 1 000 ringgit för varje anställd, Angivna fordringar har inbördes samma förmånsrätt.
Fastighetsägare har säkerhetsrätt för tre månaders hyra.
Makes krav på maka och vice versa har sämsta rätt och får endast utdelning sedan alla andra fordringsägare fått fullt betalt.
Återvinning kan ske av vissa transaktioner som ägt rum inom 12 månader före konkursutbrottet.
Gäldenären kan framlägga ett förslag till ackord (composition) inför borgenärerna.

#### Mindre konkurs
Om tillgångarna i enkonkurs sedan prioriterade fordringsägare fått utdelning understiger 30 000 ringgit kan konkursen handläggas genom ett enklare förfarande.

### Nederländerna
I Nederländerna regleras insolvensförfarandet väsentligen av Bankruptcy Act som delar in förfarandet i tre delar nämligen
- Konkurs
- Moratorium och
- Skuldsanering

Konkurs kan omfatta både fysiska och juridiska personer medan moratorium enbart kan genomföras av företagare (entrepreneur).
Beslut fattas av en lokal domstol. Om gäldenären har lämnat landet är rätt domstol där han senast varit bosatt.
Alternativt forum är den ort där han haft kontor.
Konkursdomstolen ska utse en ledamot av domstolen som kontrollant (rechtercommissaris) och en likvidator (curator).
Om gäldenären inte själv förorsakat obeståndet kan på hans begäran förfarandet övergå i skuldsanering.
Om tillgångarna inte förslår till att betala kostnaderna för konkursen kan konkursen förklaras avslutad.
Ett centralt register av alla konkurser ska föras hos justitieministern.

### Norge
I Norge regleras obeståndsförfarandet av lov 8, juni 1984 nr. 58 om gjeldsforhandlinger og konkurs (gemenligen kallad konkursloven).
Lagen gäller både privatpersoner och juridiska personer. De flesta som försätts i konkurs är aktiebolag.

#### Ackord
Ansökan om "gjeldsforhandling" ska ställas till en tingsrätt. Det ska framgå om gäldenären begär "frivillig gjeldsordning" eller tvångsackord. Domstolen ska genast utse en borgenärsnämnd (gjeldsnemnd). Gjeldsnemnden ska bestå av en ordförande - som regel advokat - och en till tre borgenärer. Domstolen ska också uts en revisor som ska revidera gäldenärens bokföring.
Gäldenären ska upprätta ett förslag till "gjeldsordning". Om det godtas av domtolen ska det kungöras. Gjeldsnemnden ska yttra sig och sedan kan domtolen stadfästa förslaget. Ackordet är sedan bindande för fordringsägarna. Brister gäldenären i sin skyldighet att uppfylla ackordet ska han försättas i konkurs.

#### Konkurs
Domstolen ska så snart beslutet om konkurs föreligger utse en konkursförvaltare (bobestyr) som bör vara advokat. Denne ska se til att räkenskapsmaterialet blir omhändertaget. Bobestyren ska underrätta de anställda om konkursen och deras rätt att delta i en borgenärsgrupp (kreditutvalg). Under konkursen gller reseförbud för gäldenären. Frihetsinskräkningar som fängelse kan komma ifråga. Gäldenären och hans familj är berättigade till underhållsbidrag.
Bobestyren ska sälja tillgångarna. Abandonering kan ske. Rörelsen kan fortsättas.
Bobestyrer ska årligen insända en årsredovisning. Bobesstyren ska när förvaltningen är avslutad avge slutredovisning.
Gäldenär kan få näringsförbud (konkurskarantene).

### Storbritannien
I Storbritannien skiljer man på bankruptcy som endast gäller för privatpersoner och personer med enskild firma (sole proprietor) och liquidation eller administration för juridiska personer enligt Insolvency Act 1986 och Enterprise Act 2002, som gäller för England och Wales. Termen winding up används också samt även bankruptcy. I Skottland är termen sequestration. 
Det föreligger förslag att modernisera både konkurser och winding up. Bland annat föreslås att enklare fall där det inte föreligger några direkta motsättningar ska kunna handläggas som frivilliga ackord. Endast mer komplicerade fall ska handläggas av domstol.

#### Bankruptcy
Egen ansökan eller borgenärs ansökan ska prövas av domstol. Om ansökan bifalls utses en konkursförvaltare (trustee) som ska sälja av gäldenärens tillgångar utom verktyg och annat som är nödvändiga för hans verksamhet. Allt bör vara avklarat inom 12 månader. När konkursen förklaras avslutad upphör gäldenärens ansvar för resterande skulder.

#### Administration
En administrator utses antingen av domstol eller i vissa fall av fordringsägare med säkrade fordringar (floating charge). Administratorn måste handla i alla fordringsägares intresse samtidigt som han ska försöka rädda gäldenärens rörelse. Först om rörelsen inte går attfår administratorn börja sälja tillgångar.
Förmånsrätt gäller för säkrade fordringar, löner upp till 800 £ och pensioner.

#### Ackord
Fordringsägaren kan erbjuda ett frivilligt ackord (CVA). I så fall kan domstol besluta att skjuta upp winding up-förfarande. Om fordringsägarna med fordringar på 75 % eller mer accepterar ackordet ska det genomföras som ett tvångsackord. Under tiden får gäldenären inte dra på sig nya skulder utan allt måste betalas kontant dag för dag om rörelsen fortsätts.

#### Brottslighet
Direktörer och andra ansvariga kan bli skadeståndsskyldiga vid "wrongful trading" och om rörelsen fortsatts för länge. Dessa kan också dömas enligt Fraud Act 2006.

### Sverige
I Sverige regleras obeståndssituationer av konkurslagen och förmånsrättslagen (1970:979) som gäller både fysiska och juridiska personer samt lagen om företagsrekonstruktion (1996:764) som enbart gäller näringsidkare.

#### Konkurs
Den som är på obestånd kan på egen eller borgenärs ansökan försättas i konkurs. Ansökan ska prövas av den tingsrätt där gäldenären är folkbokförd eller om ansökan rör juridisk person där denna har sitt säte. En borgenär som ansöker ska uppge sin fordran samt i original eller kopia bifoga de handlingar han vill åberopa.
- Sedan borgenär ansökt om gäldenärs försättande i konkurs men innan domstol fattat slutligt beslut med anledning av ansökningen, har gäldenären betalat hela den skuld som legat till grund för denna. Konkurssökanden är härefter inte längre att anse som borgenär, varför förutsättningar saknas för bifall till konkursansökningen enligt NJA 1997 s. 701.[99]

##### Hinder för konkurs
En borgenär har inte rätt att få gäldenären försatt i konkurs om
- borgenären har betryggande säkerhet
- tredje man ställt betryggande säkerhet
- borgenärens fordran inte är förfallen och tredje man ställer betryggande säkerhet.[100]

Om företagsrekonstruktion pågår ska en borgenärs ansökan förklaras vilande.

Kan det befaras att gäldenären undanskaffar egendom kan rätten besluta om kvarstad.
Rätten kan förbjuda gäldenären att resa utomlands.

##### Beslut om konkurs
När ett beslut om konkurs meddelas, skall tingsrätten
1. genast bestämma tidpunkt för gäldenären att avlägga bouppteckningsed vid edgångssammanträde
2. snarast utse förvaltare.[103]

##### Verkningar av konkurs
Sedan ett beslut om konkurs har meddelats, får gäldenären inte råda över egendom som hör till konkursboet. Han får inte heller åta sig sådana förbindelser som kan göras gällande i konkursen.
- Ett vitesföreläggande har undanröjts av Miljööverdomstolen på grund av att näringsidkaren efter att ha försatts i konkurs saknar möjlighet att efterkomma föreläggandet och därför inte längre kan vara adressat för beslutet.[105]
- Ett i konkurs försatt aktiebolag har ansetts som part och tillerkänts talerätt i mål om eftertaxering för år före konkursbeslutet.[106]

Sedan beslut om konkurs har meddelats, får egendom som hör till konkursboet inte utmätas för fordran hos gäldenären annat än om det gäller underhållsbidrag enligt föräldrabalken eller äktenskapsbalken. Pågår en rättegång mellan gäldenären och någon annan om sådan egendom som hör till konkursboet, får konkursboet överta gäldenärens talan.

##### Återvinning i konkurs
Återvinning kan ske utom för skatter och underhållsbidrag.
Med fristdag avses dagen då ansökningen om gäldenärens försättande i konkurs kom in till tingsrätten.
Huvudregeln är att om viss borgenär gynnats framför andra genom en rättshandling ska den återvinnas.
Särskilt ifrågasätts transaktioner med närstående. I det fallet kan återvinning äga rum trots att mer än fem år förlutit räknat från fristdagen. Gåvor kan gå åter.
Löner, arvoden och pension kan återvinnas. Betalning av en skuld, som har skett senare än tre månader före fristdagen och som har gjorts med annat än sedvanliga betalningsmedel, i förtid eller med belopp som avsevärt har försämrat gäldenärens ekonomiska ställning, kan gå åter.

##### Förfoganderätt och beslutanderätt
En person (konkursgäldenären) berövas möjligheten att förfoga över sin egendom (annat än beneficium). När konkursgäldenären har förlorat rätten att förfoga över sin egendom förvaltas denna istället som konkursbo av en av domstol utsedd konkursförvaltare. Konkursförvaltaren ska realisera konkursgäldenärens tillgångar så snart det kan ske. Försäljning av lös egendom ska företrädesvis ske på auktion. Konkursförvaltaren kan även fortsätta gäldenärens rörelse om det är lämpligt.

##### Bevakning
Bevakningsförfarande är bara nödvändigt i konkurser där det kan antas att fordringar utan förmånsrätt kommer att erhålla utdelning.

##### Brottsutredning
Konkursförvaltaren ska också utreda misstankar om brott. Konkursförvaltare står under tillsyn av Tillsynsmyndigheten i konkurser. 

##### Utdelning
När utdelning skall ske, skall förvaltaren upprätta ett förslag till utdelning. Förvaltaren skall då beakta alla de fordringar och förmånsrätter som dittills har bevakats eller efterbevakats i konkursen eller, när bevakning inte har behövts, de fordringar och förmånsrätter som dittills har gjorts gällande eller annars är kända för förvaltaren. Utdelningsförslaget ska fastställas av tingsrätten och utdelning kan ske då det vunnit laga kraft.

##### Avslutning av konkurs
En fysisk person är efter avslutad konkurs (personlig konkurs) betalningsskyldig för de återstående fordringarna. En sådan person kommer alltså även efter konkurs ha skulder som den inte kan betala. För att förhindra alltför svåra konsekvenser för personens liv på grund av svåra skulder som ofta uppkommit på grund av arbetslöshet, sjukdom eller misslyckat företagande, finns numera i Sverige skuldsanering som ger en tidsgräns för svåra skulder.
Juridiska personer upplöses automatiskt när konkursen är avslutad: eftersom det därefter inte längre finns den person som var ansvarig för skulderna, upphör dessa att existera. Förlusten bärs av borgenärerna. En fysisk person brukar inte sättas i konkurs, eftersom kronofogden kan beslagta egendom och sälja hus med mera ändå. Konkurser för fysiska personer gäller oftast sådana som drivit enskilt företag, där det är oöverskådligare med fler tillgångar och fler fordringsägare.

##### Företagsrekonstruktion
Se särskild artikel om företagsrekonstruktion.

##### Internationella förhållanden
Vid konkurser med anknytning till andra länder inom EU – utom Danmark – ska insolvensförordningen beaktas. Lagen (1934:67) med bestämmelser om konkurs, som omfattar egendom i Danmark, Finland, Island eller Norge ska tillämpas.

### Tyskland
I Tyskland regleras obeståndsituationer av Insolvenzordnung av den 1 januari 2004.
Både fysiska och juridiska personer omfattas.
Konkursdomstol är den där gäldenären har sitt hemvist eller kontor.
Ett förfarande kan endast om det finns grund vilken är obestånd eller kan visas genom att gäldenären ställt in sina betalningar.
En konkursförvaltare (Insolvenzverwalter) ska utses. När en konkurs inleds övergår gäldenärens rätt att bestämma över sina tillgångar på konkursförvaltaren. Om det är nödvändigt ska beslut fattas om att all post ska få öppnas av förvaltaren. En konkursförvaltare kan välja att fortsätta avtal som gäldenären tidigare ingått. Han kan också välja att inte uppfylla avtal och blir då inte skadeståndsskyldig om detta meddelas utan dröjsmål.
Har gäldenären sålt egendom med ägarförbehåll har köparen rätt att fullfölja avtalet.
Som närstående räknas flera personer bland annat make eller sambo.
Konkursfordringar ska anmälas skriftligen eller genom elektroniskt meddelande.
Vissa fordringar ska efterställas såsom böter och krav för återbetalning av lån från kompanjon för att återställa egna kapitalet.
Separationsrätt och panträtt ska gälla liksom alla lagligt fastställda rättigheter i fast egendom.
Förvaltaren ska verkställa utdelning sedan han upprättat utdelningsförslag.

### USA
I USA regleras obeståndssituationer primärt av federal  lagstiftning, nämligen Bankruptcy Code titel 11 i United States Code. De två viktigaste kapitlen är Chapter 7 om likvidation  och Chapter 11 om rekonstruktion (reorganization).
Vid likvidation är syftet total avveckling medan vid rekonstruktion avsikten är att konkurrenskraftiga delar ska bestå och fortleva. Lagstiftningen kompletteras av delvis olika lagar i de olika delstaterna.

#### Likvidation
Likvidationen inleds med att en interimsförvaltare (interim trustee) utses. Denne ska utföra en mängd saker, såsom ta hand om tillgångar, ha kontroll på gäldenären, sätts sig in i den finansiella situationen, , granska krav, invända mot felaktiga krav, informera berörda parter, hålla rörelsen igång om detta beslutats, rapportera till konkursdomtolen, med mera enligt sec 704. En borgenärskommitté kan utses.
Gäldenären kan försöka få likvidationen att övergå till handläggning enligt Chapter 11.
Fortsatt drift kan ske efter tillstånd av konkursdomstolen. Gäldenären kan få undanhålla personlig egendom som sitt beneficium.
Återvinning kan ske enligt Sec 749.

#### Rekonstruktion enligt Chapter 11
Den förordnade förvaltaren ska utse en borgenärskommitté. I mindre rörelser behöver en kommitté inte utses.
Förvaltaren har rätt att fortsätta gäldenärens rörelse. Förvaltaren ska vidta samma åtgärder som vid likvidation, dock inte sälja av tillgångar. Han ska yttra sig om gäldenären begått brott eller underlåtit att betala skatt samt upprätta en plan för utdelning till fordringsögarna . Planen ska om alla villkor uppfyllts godkännas av domstolen.
Framläggs ingen plan, eller godkänns den ej, ska förfarandet övergå i likvidation.
Denna plan ska framläggas och antingen godtas eller förkastas av fordringsägarna.

### Internationella förhållanden
Konkursförfarandet ska genomföras enligt de regler som gäller för den stat där förfarandet inletts i enlighet med Insolvensförordningen. Denna förordning gäller för alla medlemsstater i EU utom Danmark.
Separationsrätt (Dinglinge Rechte) uppkommen i Tyskland till förmån för tredje man ska dock bestå.